# Грег Мортенсън
Грег Мортенсън (на английски: Greg Mortenson) е американски професионален лектор, алпинист и писател на произведения в жанра мемоари и документалистика.

## Биография и творчество
Грег Мортенсън е роден на 27 декември 1957 г. в Сент-Клауд, Минесота, САЩ. В периода 1958 – 1973 г. израства на склоновете на планината. Килиманджаро, Танзания. Там баща му, като представител на Лутеранската църква, основава Килиманджарско християнски медицински център, а майка му – Международното училище „Моши“. Завършва гимназия в Роузвил, Минесота. В периода 1977 – 1979 г. служи в американската армия в Германия, където получава медал за армейски похвали. След армията учи в колежа Конкордия в Минесота с футболна стипендия. През 1983 г. завършва Университета в Южна Дакота с бакалавърска степен по либерални науки и асоциирана степен за медицински сестри.
През юли 1992 г. умира от епилепсия сестра му Криста. През 1993 г., за да почете паметта на сестра си, прави неуспешно изкачване на връх K2, втория най-висок връх в света в района на Каракорум. Докато се възстановява от изкачването в село Корфе, срещна група деца, седящи в мръсотията, пишещи с пръчки в пясъка. Трогнат от добрината на местните жители, той обещава да се завърне, за да построи училище. От това му обещание се разраства хуманитарна кампания, на която посвещава живота си в подпомагане и насърчаване на образованието, особено на момичетата, в отдалечените региони в селските общности на Пакистан и Афганистан, и изграждане на над 130 училища към 2010 г. Въпреки недоверието на фундаменталистите и американското общество след събитията на 11 септември, той печели уважението на ислямските духовници, военни и милиционерски командири, правителствени чиновници и племенни началници за неуморните си усилия в подкрепа на образованието. За хуманитарната си дейност, през 2009 г. е удостоен с високата гражданска награда на Пакистан – „Звездата на Пакистан“.
Първата му книга „Sustainable Development In Central Asia“ е издадена през 1998 г.
През 2006 г. по неговата биография, дневника и разказите му, в съавторство с журналиста и писател Дейвид Оливър Релин, е издадена книгата „Три чаши чай“. Името на книгата идва от думите на Хаджи Али, старейшина на Корфе: „Тук, в Пакистан и Афганистан, преди да започнем работа с някого, ние изпиваме три чаши чай. На първата чаша той е непознат, при втората – почитан гост, при третата – член на семейството, а за своето семейство ние сме готови да сторим всичко – дори да умрем.“ Книгата става бестселър. От 2011 г. тя получава и много критики затова, че не отразява истинските основни факти от биографията му и разказва измислени и чужди истории. Впоследствие към 2015 – 2016 г. голяма част от критиките са отхвърлени като неверни, но кампанията довежда до самоубийството на Релин.
Книгата на Мортенсън „Училища от камък“ от 2009 г. достига №2 в списъка на бестселърите на „Ню Йорк Таймс“.
През 1995 г. се жени за Тара Бишъп, клиничен психолог. Имат дъщеря – Амира.
Грег Мортенсън живее със семейството си в Монтана.

## Произведения
- Sustainable Development In Central Asia (1998) – с Ширин Акине и Сандър Тидемън
- The Difference A Day Makes (2005) – с Карън Джонс
- Three Cups of Tea: One Man's Mission to Promote Peace...One School at a Time (2006) – с Дейвид Оливър Релин
Три чаши чай, изд.: ИК „Хермес“, Пловдив (2010), прев. Светлозара Лесева
- Listen To The Wind (2009) – детска книжка
- Stones into Schools: Promoting Peace with Books, Not Bombs, in Afghanistan and Pakistan (2009)
Училища от камък, изд.: ИК „Хермес“, Пловдив (2012), прев. Ангелин Мичев